# Schizothyrioma
Schizothyrioma is een geslacht van schimmels uit de familie Dermateaceae. De typesoort is Schizothyrioma ptarmicae.

## Soorten
Volgens Index Fungorum telt het geslacht vier soorten (peildatum februari 2022):
| Soortnaam                   | Auteur(s)           | Publicatiejaar |
| --------------------------- | ------------------- | -------------- |
| Schizothyrioma aterrimum    | (P. Karst.) L. Holm | 1971           |
| Schizothyrioma indicum      | A. Pande            | 1971           |
| Schizothyrioma ptarmicae    | (Desm.) Höhn.       | 1917           |
| Schizothyrioma stilbocarpae | Spooner             | 1980           |